# Valemount
Valemount is een dorp in Brits-Columbia, zo'n 320 kilometer ten noordoosten van Kamloops. Valemount ligt tussen de Rocky Mountains (in het noordoosten), de Monashee Mountains (in het zuiden) en de Cariboo Mountains (in het westen). Het is het dichtstbijzijnde dorp ten westen van Jasper National Park en het dichtstbijzijnde dorp bij Mount Robson Provincial Park. Valemount ligt in de Rocky Mountain Trench, een brede vallei die meer dan 1600 km lang langs de westelijke zijde van de Canadese Rocky Mountains loopt.
Valemount heeft een spoorwegstation aan een transcontinentale spoorweg. Ten noorden van Valemount volgt de spoorweg even de Rocky Mountain Trench om deze bij Tête Jaune Cache te verlaten en de Rocky Mountains in te gaan en daar over Yellowhead Pass te gaan. Ten zuiden van Valemount volgt de spoorweg de vallei tussen de Monashee en de Cariboo Mountains. Valemount ligt eveneens aan de Yellowhead Highway. Deze volgt vanaf Tête Jaune Cache grotendeels de spoorweg via Valemount naar het zuiden.
Op 13 december 1962 kreeg Valemount lokaal bestuursrecht (incorporation) en was het (voor lokale zaken) niet meer afhankelijk van de provincie.